# Shishi-odori
Pour un article plus général, voir Danse du lion.

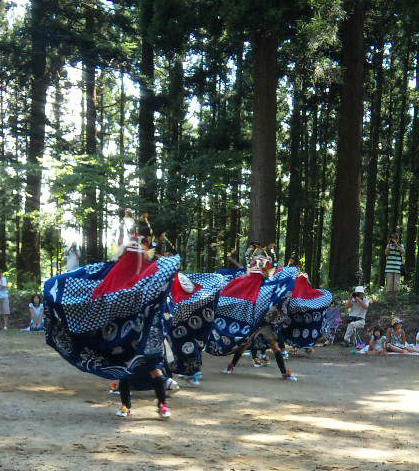
Les lions shishi exécutent le mouvement de la danse principale.

La danse du lion (獅子踊り, shishi-odori) (à ne pas confondre avec la danse du cerf shika-odori (ja), parfois lue shishi-odori (鹿踊り)) est une danse traditionnelle japonaise rituelle de la préfecture de Yamagata, dans la région de Tōhoku, et aussi parfois représentée dans la préfecture de Niigata, notamment dans la ville de Murakami. Les festivals durant lesquels cette danse est exécutée ont généralement lieu à la mi-août.
Les représentations du shishi-odori ont surtout lieu dans le quartier de Fujishima (藤島) de la ville de Tsuruoka, à Asahi machi, et dans la ville de Shinjō.

## Origines
Les origines de la danse du lion ne sont pas clairement établies[réf. nécessaire]. La source d'inspiration de la danse du lion japonaise : la culture chinoise, et en particulier sa danse du lion, est cependant reconnue. Si certains[Qui ?] font remonter à l'époque de Nara (710 - 794) l'apparition au Japon de la danse du lion, son apogée est fixée à la fin de l'époque d'Edo (1603 - 1868).

## Costumes et instruments

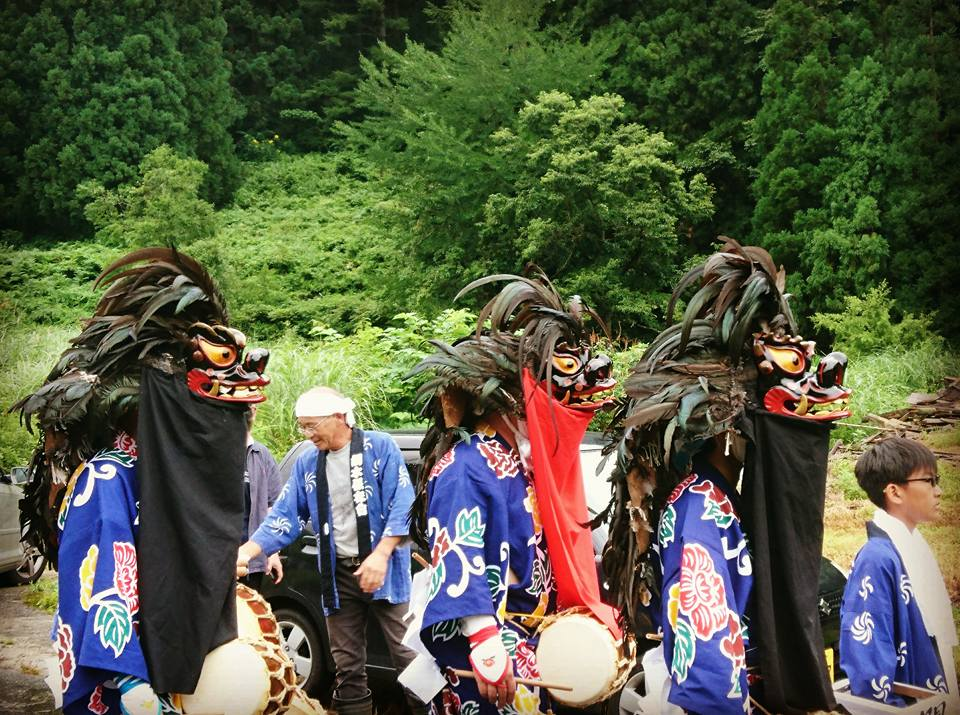
La crinière de plumes noires du costume de shishi de Niigata.

Dans toute la préfecture de Yamagata, la danse du lion présente globalement les mêmes similitudes vestimentaires. Le masque en forme de tête de lion exhibe une barbe de poils fins blancs ou blonds, et deux antennes dorées au bout desquelles est suspendue une petite fleur, blanche pour les mâles, rouge pour la femelle. Un voile rouge pend en dessous de la gueule. Une longue cape bleue — parfois à damier — cache le tambour que frappent les danseurs en dansant. Cependant, le costume des danseurs du festival Fukuda shishi odori de Murakami (préfecture de Niigata) présente des attributs différents : le tambour n'est pas dissimulé, pas d'antenne sur les masques, et la crinière de poils blonds est remplacée par une crinière de plume noires[réf. nécessaire].

## Déroulement

### Danseurs
La danse du lion est généralement effectuée par un groupe de cinq danseurs déguisés. Tous portent un masque représentant une tête de lion. Cette dernière est très différente de celle du lion tel qu'on le connaît en Occident. Elle est issue de l'imaginaire chinois. La rareté de l'animal et le manque d'information à son sujet en Asie explique pourquoi la représentation de l'animal est si différente en Asie et en Occident[réf. nécessaire].
Sous une cape de couleur bleue, les danseurs dissimulent un tambour qu'ils frappent en rythme tout en dansant. Il y a plusieurs types de lion, dont : Le lion du milieu (中獅子), le lion porte-étendard (旗獅子), le héron blanc (白鷺), le lion mâle (牡獅子), et le lion femelle (牝獅子), celui-ci étant reconnaissable à ses deux fleurs rouges sur son masque — les mâles en ont des blanches. En dehors des lions, d'autres figurants participent à la danse : La guerrière au bambou (女装の簓) — il s'agit souvent d'un homme déguisé en femme —, le guerrier au sabre (太刀遣い), le guerrier au bâton (棒遣い), et les chanteurs. Au total, près de 30 personnes animent la shishi-odori.

### Composition des mouvements
La danse se compose de plusieurs mouvements. Ceux-ci différent en fonction du festival, et même du lieu de représentation. Cependant, dans pratiquement toutes les danses on retrouve le mouvement de : la danse principale (大踊り), la traversée (橋掛り), le passage du rideau (幕掛り), la parade nuptiale (女獅子狂い), un mouvement durant lequel les quatre mâles dansent frénétiquement, voire se battent pour séduire la femelle, et la danse de l'arc (弓踊り).[réf. nécessaire]

### Gestuelle
Les mouvements rapides de tête des danseurs ont pour but de faire sonner les clochettes et faire virevolter les nombreuses décorations du masque de lion. Les mouvements du corps, larges et lourds, au rythme du tambour, sont aussi des éléments caractéristiques de cette danse ancestrale.[réf. nécessaire]